# Sains
Sains is een gemeente in het Franse departement Ille-et-Vilaine (regio Bretagne) en telt 491 inwoners (2004). De plaats maakt deel uit van het arrondissement Saint-Malo.

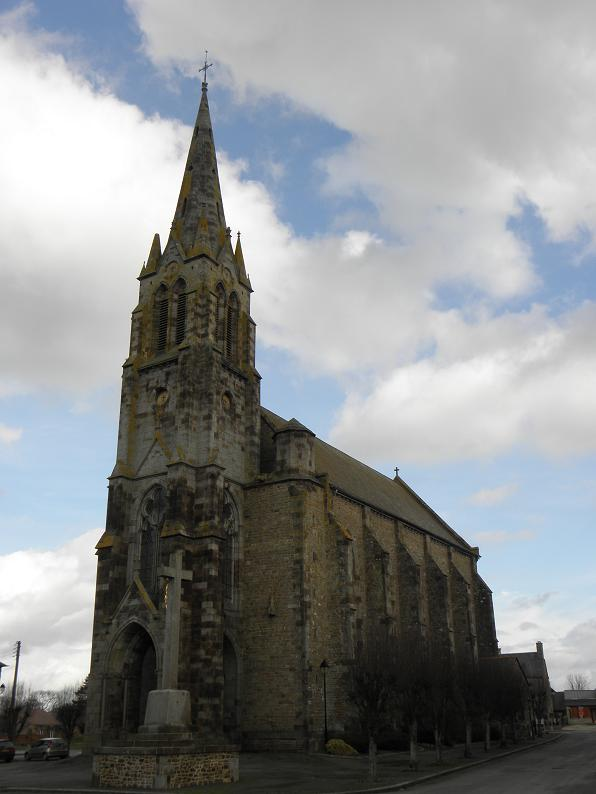
Kerk Saint-Pierre
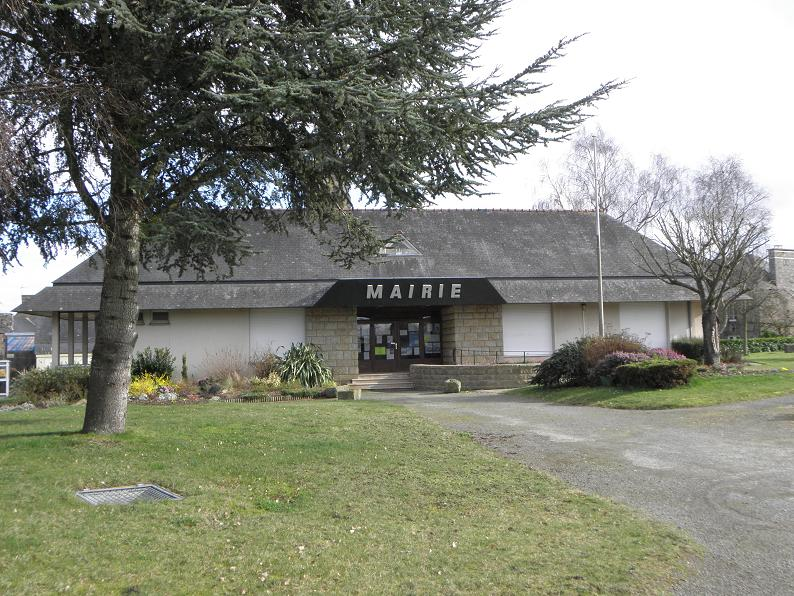
Gemeentehuis

## Geografie
De oppervlakte van Sains bedraagt 10,2 km², de bevolkingsdichtheid is 48,1 inwoners per km².
De onderstaande kaart toont de ligging van Sains met de belangrijkste infrastructuur en aangrenzende gemeenten.

## Demografie
Onderstaande figuur toont het verloop van het inwonertal (bron: INSEE-tellingen).

1. ↑  Populations de référence 2022.